# Xã Chapman, Quận Snyder, Pennsylvania
Xã Chapman (tiếng Anh: Chapman Township) là một xã thuộc quận Snyder, tiểu bang Pennsylvania, Hoa Kỳ. Năm 2010, dân số của xã này là 1.554 người.